# Phillip Dutton
Phillip Peter Dutton (Nyngan, 13 settembre 1963) è un cavaliere australiano naturalizzato statunitense.
Ha vinto due medaglie d'oro olimpiche nell'equitazione: una alle Olimpiadi 1996 svoltesi ad Atlanta nella categoria concorso completo a squadre e una alle Olimpiadi 2000 di Sydney anch'essa nel completo a squadre.
Ha partecipato anche alle Olimpiadi 2004, alle Olimpiadi 2008, alle Olimpiadi 2012, alle Olimpiadi 2016 e alle Olimpiadi 2020. in questi ultimi quattro casi in rappresentanza degli Stati Uniti.
Nel 2006 ha preso la cittadinanza statunitense.
Nel 2015 ha vinto la medaglia d'oro ai giochi panamericani nella gara a squadre. Ha partecipato anche ai giochi panamericani 2007.